# Emile Fabry
Emile Fabry (Verviers, 30 december 1865 – Sint-Pieters-Woluwe, 27 februari 1966) was een Belgisch kunstschilder.

## Loopbaan
Fabry trok op jonge leeftijd naar Brussel om er lessen te volgen bij Jean-François Portaels. Hij raakte onder invloed van het werk van Michelangelo, Ingres en Pierre Puvis de Chavannes.
Als stichtend lid van de groep "Pour l'art" nam hij in 1893 deel aan hun tentoonstellingen. Als lid van de rozenkruisers stelde hij in 1893 en 1894 ook tentoon op de door Josephin Sâr Peladan georganiseerde Parijse salons. Hij werd ook lid van de "Salons d'Art Idéaliste". Fabry's vroege werk is symbolistisch en zwaarmoedig.
Fabry werd in de late jaren 1890 nauw betrokken bij de projecten van de architecten Victor Horta en Paul Hankar. Fabry's werk was toen al niet meer zuiver symbolistisch.
In 1900 werd Fabry benoemd tot leraar aan de Brusselse Koninklijke Academie voor Schone Kunsten waar hij tot in 1939 de lessen klassieke kunst en natuur gaf. Nog later werd hij lid van de Koninklijke Academie van België.
In 1902 bouwde architect Lambot in Sint-Pieters-Woluwe voor Fabry een sober, bijna modernistisch jugendstilhuis met atelier op de bovenverdieping. Dit huis werd ook door zijn schilderende dochter, Suzanne Fabry (1904-1985), nog als atelierwoning gebruikt.
Tijdens de Eerste Wereldoorlog verbleef Fabry in Engeland. Daar maakte hij kennis met het werk van de prerafaëlieten.
Hij was in 1920, met onder andere initiatiefnemer Jean Delville, Albert Ciamberlani en Constant Montald, stichtend lid van de groep "L'art monumental". Hun belangrijkste verwezenlijking werd de mozaïekdecoratie van de gaanderijen van het Jubelparkcomplex.
Fabry overleed in 1966 op 100-jarige leeftijd.

## Werken
"Het werk van Emile Fabry is in essentie monumentaal. De zeer evenwichtige compositie brengt een bijna architecturale stabiliteit teweeg, die zich uitstekend leent voor monumentale kunst." (F. de S., L'art monumental en Belgique, A l'occassion de la décoration du cinquantenaire à Bruxelles, in Gand artistique, nr 11 , 1 november 1924).
Recent is gebleken wat voor belangrijke rol fotografie in de kunst van Fabry betekende. Uit het familiearchief zijn foto's opgedoken waarop Fabry zelf naakt de voor zijn allegorische werken gewenste poses aanneemt.
- Decoratie van de hal van de villa (architect Victor Horta, ontmanteld) van de beeldhouwer en juweelontwerper Philippe Wolfers in Ter Hulpen
- Decoratie van het salon van het 'Hôtel' van O. Aubecq (architect Victor Horta, afgebroken) op de Louizalaan in Brussel
- Decoratie van het 'Hôtel' Solvay (architect Victor Horta) op de Louizalaan in Brussel
- Decoratie van de villa Carpentier (architect Victor Horta) in Ronse
- Decoratie van het huis van de beeldhouwer Pierre Braecke in Schaarbeek
- Decoratie van het salon Briots in Brussel
- "La vigne et le blé" (gemeentehuis van Sint-Joost-ten-Node)
- "Harmonie" (ooit bezit van de voormalige Belgische unitaire provincie Brabant)
- Decoratie van een zaal in het huidige "Koninklijk Museum voor Midden-Afrika" in Tervuren
- "L'expansion coloniale" (geschilderd voor de Wereldtentoonstelling van 1905 in Luik, nu in het bezit van de gemeente Sint-Pieters-Woluwe; de titel van het schilderij werd, met goedkeuring van de kunstenaar, gewijzigd na de onafhankelijkheid van Belgisch-Congo in 1960
- Decoratie van de monumentale traphal van de Koninklijke Muntschouwburg in Brussel (de Muziek, de Lyrische Poëzie, de Zang, de Dans, enzovoorts)
- Decoratie van de trouwzaal van het voormalige gemeentehuis van Laken (de allegorieën Het huwelijk, De man, De vrouw, Het moederschap, De jeugd en De ouderdom)
- Decoratie van twee ruimtes in het stadhuis van Sint-Gillis (de vier seizoenen)
- De vrede en de oorlog voor het University College in Cardiff
- Ontwerp voor zes mozaïeken voor de gaanderijen van het gebouwencomplex in het Jubelpark in Brussel